# Taylors Falls
Taylors Falls és una població dels Estats Units a l'estat de Minnesota. Segons el cens del 2000 tenia 1.011 habitants.

## Demografia
Segons el cens del 2000, Taylors Falls tenia 951 habitants, 369 habitatges, i 247 famílies. La densitat de població era de 98,7 habitants per km².
Dels 369 habitatges en un 34,7% hi vivien nens de menys de 18 anys, en un 51,2% hi vivien parelles casades, en un 12,2% dones solteres, i en un 32,8% no eren unitats familiars. En el 26% dels habitatges hi vivien persones soles l'11,7% de les quals corresponia a persones de 65 anys o més que vivien soles. El nombre mitjà de persones vivint en cada habitatge era de 2,57 i el nombre mitjà de persones que vivien en cada família era de 3,11.
Per edats la població es repartia de la següent manera: un 29,8% tenia menys de 18 anys, un 7,5% entre 18 i 24, un 29,5% entre 25 i 44, un 19,3% de 45 a 60 i un 13,9% 65 anys o més.
L'edat mediana era de 35 anys. Per cada 100 dones de 18 o més anys hi havia 87,6 homes.
La renda mediana per habitatge era de 35.250 $ i la renda mediana per família de 39.886 $. Els homes tenien una renda mediana de 40.357 $ mentre que les dones 24.250 $. La renda per capita de la població era de 17.615 $. Entorn de l'11,5% de les famílies i el 20% de la població estaven per davall del llindar de pobresa.

## Poblacions més properes
El següent diagrama mostra les poblacions més properes.